# Œufrier
Pour les articles homonymes, voir Coquetier (homonymie).
 (avril 2023).
Si vous disposez d'ouvrages ou d'articles de référence ou si vous connaissez des sites web de qualité traitant du thème abordé ici, merci de compléter l'article en donnant les références utiles à sa vérifiabilité et en les liant à la section « Notes et références ».
 (avril 2023).
Un œufrier, coquetière ou molleteur, est un ustensile de cuisine conçu pour faciliter la cuisson des œufs entiers. Une part de cette facilité tient à la capacité en peu de gestes et simultanément d'immerger plusieurs œufs et de les retirer de l'eau bouillante ; un dispositif de minuterie peut aussi simplifier la gestion du temps de cuisson, notamment pour l'obtention d'œufs à la coque ou des œufs mollets.